# Liste der größten Unternehmen in Saudi-Arabien
Die Liste der größten Unternehmen in Saudi-Arabien enthält die vom Forbes Magazine in der Liste Forbes Global 2000 veröffentlichten größten Unternehmen in Saudi-Arabien.
Die Rangfolge der jährlich erscheinenden Liste der 2000 größten börsennotierten Unternehmen der Welt errechnet sich aus einer Kombination von Umsatz, Nettogewinn, Aktiva und Marktwert. Dabei wurden die Platzierungen der Unternehmen in den gleich gewichteten Kategorien zu einem Rang zusammengezählt. In der Tabelle aufgeführt sind auch der Hauptsitz, die Branche und die Zahl der Mitarbeiter. Die Zahlen sind in Milliarden US-Dollar angegeben und beziehen sich auf das Geschäftsjahr 2016, für den Marktwert auf den Börsenkurs vom Mai 2017.

## Größte börsennotierte Unternehmen
| Rang | Forbes 2000 | Name                     | Hauptsitz | Umsatz (Mrd. $) | Gewinn (Mrd. $) | Aktiva (Mrd. $) | Marktwert (Mrd. $) | Mitarbeiter | Branche           |
| ---- | ----------- | ------------------------ | --------- | --------------- | --------------- | --------------- | ------------------ | ----------- | ----------------- |
| 1.   | 4           | Saudi Aramco             | Dhahran   | 604             | 70.496          | 660,35          | 1,991              | 51.356      | Öl und Gas        |
| 2.   | 177.        | Saudi Basic Industries   | Riad      | 35,4            | 4,8             | 84,5            | 80,7               | 40.000      | Mischkonzern      |
| 3.   | 350.        | Saudi Telecommunications | Riad      | 13,8            | 2,3             | 27,1            | 37,3               | 21.314      | Telekommunikation |
| 4.   | 428.        | National Commercial Bank | Dschidda  | 6,1             | 2,5             | 117,7           | 20,6               | 12.310      | Banken            |
| 5.   | 431.        | Saudi Electricity        | Riad      | 13,3            | 0,56            | 107,4           | 26,6               | 28.414      | Energieversorgung |
| 6.   | 515.        | Al Rajhi Bank            | Riad      | 4,5             | 2,2             | 90,5            | 27,6               | 13.684      | Banken            |
| 7.   | 777.        | Samba Financial Group    | Riad      | 2,4             | 1,3             | 61,7            | 11,3               | 3.755       | Banken            |
| 8.   | 923.        | Saudi British Bank       | Riad      | 2,2             | 1,0             | 49,6            | 8,8                | 4.079       | Banken            |
| 9.   | 844.        | Banque Saudi Fransi      | Riad      | 2,2             | 0,94            | 54,2            | 8,4                | 3.233       | Banken            |
| 10.  | 959.        | Riyad Bank               | Riad      | 2,6             | 0,89            | 58,0            | 8,3                | 6.337       | Banken            |
| 11.  | 1200.       | Arab National Bank       | Riad      | 2,2             | 0,76            | 45,3            | 5,3                | 4.403       | Banken            |
| 12.  | 1386.       | Maʿaden                  | Riad      | 2,5             | 0,11            | 25,9            | 12,7               | 5.763       | Bergbau           |
| 13.  | 1404.       | Almarai                  | Riad      | 3,9             | 0,54            | 7,7             | 15,1               | 16.042      | Telekommunikation |
| 14.  | 1549.       | Alinma Bank              | Riad      | 1,1             | 0,59            | 27,9            | 6,0                | 2.156       | Banken            |
| 15.  | 1478.       | Petro Rabigh             | Rabigh    | 6,7             | 0,01            | 15,5            | 3,0                | 2.944       | Chemie            |
| 16.  | 1558.       | Alawwal Bank             | Riad      | 1,4             | 0,28            | 28,0            | 3,4                | 2.600       | Investment        |
| 17.  | 1864.       | Jabal Omar Development   | Mekka     | 0,45            | 0,17            | 6,1             | 16,9               | 4.330       | Investment        |
| 18   | 1943.       | Saudi Investment Bank    | Riad      | 1,0             | 0,28            | 25,2            | 2,6                | 1.661       | Banken            |